# 農家のある森 (ホッベマの絵画)
『農家のある森』（のうかのあるもり、蘭: Boslandschap met boerenhoeven、英: Wooded Landscape with Cottages）は、オランダ絵画黄金時代の画家メインデルト・ホッベマが1655年にキャンバス上に油彩で制作した絵画である。画面下部中央に「M[e]yndert Hobbema」という画家の署名が記されている。作品はホッベマの一連の大作の1つであると同時に、オランダ風景画の代表例の1つと見なされている。1994年にオランダ国家、レンブラント協会 (オランダの美術館の美術品購入を支援する組織) などの援助でイギリスの個人コレクションションから購入されて以来、デン・ハーグのマウリッツハイス美術館に所蔵されている。

## 作品
生涯におよそ140点の風景画を描いたホッベマが画家として活動した時期は短く、優れた作品を制作したのは1662-1668年の間に過ぎない。それ以降はあまり絵画を描いていないが、これは彼がよい勤め口を得て、生活のために絵画制作をする必要がなくなったからであろう。
異なる視点から数少ないモティーフを繰り返し描いた彼の絵画には、同じ農家、水車小屋、そして木立がいつも登場する。また、木々の間から陽光の降り注ぐ風景は画家が好んだものであった。しかし、鑑賞者を驚かす構図を思いつき、さらに的確な筆致と鋭敏な色彩感覚が加わって、印象深い風景画を残した。
画面前景を圧倒するようにそびえる木立の上に、ところどころ雲に覆われた青空の一部が垣間見える。地面には草が生え、陽の射す一帯に家が建っている。左側は日陰にある農家によって画面が遮断される一方、右側では木立が開け、地平線までが見渡せる。ホッベマらしさが最もよく出ているのは、陽光の燦々と降り注ぐ遠景の描写である。これにより、画面にはたっぷりとした奥行き感と躍動感が生まれている。ホッベマの色彩と光線の描き方は臨機応変であるが、本作では色遣いをかなり抑えて、緑、茶、灰色、青のみを用いている。とはいえ、各色の色調の範囲は非常に広い。たとえば、右手の木々を描くのには同じ緑でも10種類を超える色調が使われている。
17世紀には、手分けして絵画を制作するのは一般的であった。画中の人間の描写はおそらくホッベマ自身の手になるものではなく、彼の画家仲間のヨハネス・リンゲルバッハ (1622-1674年) によるものである。前景右側の砂を敷いた道には、馬に乗り、猟犬と召使を連れた猟師の姿が見える。その前を行く男性は木枠を背負い、そこに小鳥がとまっている。水辺では3人の子供が舟を浮かべて遊んでおり、そのほかにも左側の家の脇と画面中央の木々の前にも数人の人影が見える。